# Obszar ochrony ścisłej Bory Torfowe
Bory Torfowe – obszar ochrony ścisłej o powierzchni 9,28 ha na obszarze Słowińskiego Parku Narodowego na Wybrzeżu Słowińskim. Ochronie podlega fragment boru bagiennego na torfowisku wysokim, położony nad rzeką Łebą. Najbliższymi miejscowościami są Gać i Izbica.